# Provincia de Santiago (Corona de Castilla)
Santiago fue una de las siete provincias en que estuvo dividido el reino de Galicia en la Edad Moderna, hasta la división provincial de 1833. Su capital era la ciudad de Santiago de Compostela.